# Grupna nogometna liga Đurđevac 1963./64.
Grupna nogometna liga Đurđevac, također i kao Općinska nogometna liga Đurđevac  je bila liga šestog stupnja nogometnog prvenstva Jugoslavije u sezoni 1963./64. 
 Sudjelovalo je 6 klubova, a prvak je bio "Vilim Galjer" iz Prugovca.  

## Ljestvica
| mj. | klub                    | ut. | pob. | ner. | por. | gol+ | gol- | bod |
| --- | ----------------------- | --- | ---- | ---- | ---- | ---- | ---- | --- |
| 1.  | Vilim Galjer Prugovac   |     |      |      |      |      |      |     |
| 2.  | Mladost Molve           |     |      |      |      |      |      |     |
| 3.  | Željezničar Budančevica |     |      |      |      |      |      |     |
| 4.  | Sloga Kladare           |     |      |      |      |      |      |     |
| 5.  | Podravina Đurđevac      |     |      |      |      |      |      |     |
| 6.  | Drava Podravske Sesvete |     |      |      |      |      |      |     |

## Rezultatska križaljka
| kratica | klub                    | DRA | MLA | POD | SLO | VILG | ŽELJ |
| --- | ----------------------- | --- | --- | --- | --- | ---- | ---- |
| DRA | Drava Podravske Sesvete |     |     |     |     |      |      |
| MLA | Mladost Molve           |     |     |     |     |      |      |
| POD | Podravina Đurđevac      |     |     |     |     |      |      |
| SLO | Sloga Kladare           |     |     |     |     |      |      |
| VILG | Vilim Galjer Prugovac   |     |     |     |     |      |      |
| ŽELJ | Željezničar Budančevica |     |     |     |     |      |      |
| |                         |     |     |     |     |      |      |
| podebljan rezultat - utakmice od 1. do 5. kola (1. utakmica između klubova) rezultat normalne debljine - utakmice od 6. do 10. kola (2. utakmica između klubova) rezultat nakošen - nije vidljiv redoslijed odigravanja međusobnih utakmica iz dostupnih izvora rezultat smanjen * - iz dostupnih izvora nije uočljiv domaćin susreta prekrižen rezultat - poništena ili brisana utakmica p - utakmica prekinuta 3:0 p.f. / 0:3 p.f. - rezultat 3:0 bez borbe n.i. - nije igrano |                         |     |     |     |     |      |      |

 Izvori:

## Unutarnje poveznice
- Podsavezna liga Koprivnica 1963./64.
- Grupna liga Koprivnica 1963./64.